# Rémi Gaillard
Pour les articles homonymes, voir Gaillard.
Rémi Gaillard, né le 7 février 1975 à Montpellier dans l'Hérault, est un humoriste, vidéaste et militant français de la cause animale.
Il se fait connaître en publiant des vidéos sur YouTube : impostures et vidéos burlesques avec pour slogan : « C'est en faisant n'importe quoi qu'on devient n'importe qui ».
À partir de 2015, Rémi Gaillard s'engage pour les droits des animaux. Il participe à plusieurs campagnes et actions pour des organisations comme la Société protectrice des animaux, PETA ou L214. En 2020, il se présente aux élections municipales de Montpellier.

## Biographie
Ancien joueur de football au club du Crès (division d'honneur), c'est pendant une période de chômage qu'il se met à faire des vidéos qu'il poste sur internet et qui connaissent rapidement un grand succès.

## Concept
Rémi Gaillard réalise des vidéos employant le comique de situation, une grande partie de l'humour réside dans son comportement outrancier : en 2007 il tire dans un ballon de football et marque un but dans un fourgon de police ; en 2008 et 2011, il parodie le jeu vidéo Mario Kart en jetant des peaux de bananes sous les roues des automobilistes ; en 2010, armé d'une épuisette et déguisé en papillon, il capture un policier.
Ses vidéos, où il joue le personnage principal, sont souvent sans paroles. Il revendique des influences chez Buster Keaton.
Son slogan : « C'est en faisant n'importe quoi qu'on devient n'importe qui » apparaît à la fin de chacune de ses vidéos.
Les vidéos de l'humoriste sont réalisées à l'aide d'un caméscope grand public[source secondaire souhaitée].

## Intrusions et canulars
Certaines de ses intrusions dans des émissions de télévision font sensation, la presse en fait état,.
En 2001, il débarque sur le court de tennis lors d'un match d'exhibition opposant Yannick Noah à Henri Leconte, et marque un point.

Rémi Gaillard, Coupe de France 2002.

En 2002, lors de la finale de la Coupe de France, déguisé en footballeur de l'équipe de Lorient, il fait le tour d'honneur avec les joueurs, serre la main du président de la République française Jacques Chirac qui lui aurait lancé « Félicitations, bien joué ! », s'empare de la coupe et signe des autographes sans que personne se rende compte de la supercherie. Le 27 juillet de la même année, il endosse le maillot de l'équipe de France et piège un match international de volley-ball en chantant l'hymne La Marseillaise en direct sur Eurosport. Il récidive le 23 octobre 2002 lors d'une rencontre de handball de Division 1 avec le maillot de Montpellier[réf. nécessaire].
La même année, il parvient à monter sur le podium de Mister Univers et pose avec les culturistes.
En 2003, dans l'émission Des chiffres et des lettres, en étant dans le public, il fait mine d'avoir trouvé la bonne réponse à un calcul compliqué, on lui tend un micro et il prononce un calcul improbable, mais la séquence du calcul n'est pas diffusée. La même année, il s'introduit aussi sur le plateau de Questions pour un champion et piège Julien Lepers.
En 2007, il s'introduit sur la pelouse du Stade Sabathé pour un match du Top 14 de rugby entre Montpellier et Bourgoin-Jallieu, il y marque un essai et une pénalité avant d'être sorti du stade par la sécurité.
En avril 2013, il piège TF1 lors de l'émission Confessions intimes. Avec l'aide de complices qui se font passer pour un couple au bord de la rupture, il réussit à faire diffuser un reportage sur un faux fan qui fait passer Rémi Gaillard avant sa femme. En simultané de la diffusion de l'émission, il publie une vidéo sur YouTube dans laquelle on aperçoit notamment un membre de l'équipe de tournage, filmé en caméra cachée, donnant des directives aux participants et faisant jouer des scènes fictives[réf. souhaitée]. Le but est de dénoncer les « séquences bidonnées, les participants manipulés et les journalistes sans scrupules ».
En novembre 2021, il signe un canular « qui se faisait rare depuis les années 1980 » selon Paris Match. Dans la nuit du 9 au 10 novembre, un phénomène aérien non identifié est filmé dans plusieurs départements du sud de la France et diffusé sur les réseaux sociaux. Le 13 novembre, l'humoriste, évoquant Orson Welles, dévoile la supercherie.

## Justice
Ses actions lui ont valu d’aller plusieurs fois en garde à vue,.

## Reconnaissance et notoriété
Rémi Gaillard réalise son premier gag en 1999 avec un ami d'enfance à Montpellier. Cette vidéo consiste à prendre sa douche, en public, dans une station de lavage automatique pour voitures.
Il crée son site web www.nimportequi.com le 14 février 2001 d'après les requêtes Whois, puis acquiert une certaine notoriété après la réalisation de nombreuses impostures.
En 2001, il travaille pour la chaîne musicale MCM, puis pour le magazine Entrevue en 2002.
À l'automne 2007, il est remarqué par des journalistes du quotidien Le Monde et est invité dans plusieurs talk-shows, tels que Le Grand Journal sur Canal+ ou T'empêches tout le monde de dormir sur M6.
En début d'année 2011, une parution locale de Montpellier indique qu'il a atteint 3 000 000 fans sur Facebook et un record de 42 500 000 vues pour la vidéo de « Mario Kart » sur Dailymotion. Fin mars 2011, il passe le cap du milliard de vues : « une performance que seuls Lady Gaga, Justin Bieber, Eminem et Rihanna ont réalisée », souligne alors le site PC INpact.
En juin 2012, lors d'une « Nuit N'importe Quoi », il réunit plus de 3 000 personnes lors du festival Satiradax dans les arènes de Dax (Landes) pour le record du monde de mousse (4 500 bombes de mousse)[réf. souhaitée].

## Polémiques

### Accusations de plagiat portées à l'encontre de différentes émissions de télévision
Rémi Gaillard a accusé plusieurs émissions de télévision ainsi que notamment Christophe Dechavanne et Michaël Youn d'avoir repris ses idées et plagié son travail.
En 2001, lors d'une intrusion dans le Morning Live sur M6, il laisse une cassette à Michaël Youn. Ce dernier l'appelle pour lui dire qu'il a de bonnes idées et l'encourage à continuer. Cependant, selon Rémi Gaillard, quelques semaines plus tard, plusieurs de ses sketchs sont plagiés par l'équipe du Morning Live.
Après avoir laissé sa cassette à la société de production Coyote dirigée par Christophe Dechavanne, il constate que ses idées ont été plagiées dans les caméras cachées de l'émission Combien ça coûte ?. Vincent Lagaf' le défend, tout comme Patrick Sébastien qui diffuse quelques-unes de ses vidéos pendant l'émission Le Plus Grand Cabaret du monde.
En 2004, après une intrusion en direct dans une émission de Sébastien Cauet sur Europe 2, l'animateur lui propose de signer un contrat avec lui,. Rémi Gaillard souhaite ainsi financer les droits des musiques utilisées dans ses vidéos pour permettre plus tard une publication dans le commerce. Mais ce partenariat est rompu quelques semaines plus tard par Rémi Gaillard après avoir menacé l'animateur d'une grève de la faim car le contrat n'institue pas le financement des titres actuellement utilisés mais la création de nouvelles musiques.[pas clair]

### Accusé de plagiat
Par ailleurs, en 2010, le comédien britannique Dom Joly (en) accuse Rémi Gaillard d'avoir plagié plusieurs de ses sketchs de l'émission de caméra cachée Trigger Happy TV (en). Il n'a toutefois jamais engagé de poursuites tout en déclarant que l'humoriste français était drôle.
En 2017, il répond à ces accusations par tweets interposés et se défend dans une vidéo montrant que ses idées sont pillées dans le monde entier. Il en profite pour faire « une mise au point » avec les médias et expliquer pourquoi il les « emmerde » : il les accuse de ne pas plutôt s'intéresser à son festival au profit de la cause animale.

### Censuré à la télé?
En janvier 2022, dans l'émission de témoignage Ça commence aujourd'hui, sur France 2, un ancien sans-abri invité pour raconter son parcours a souhaité remercier Rémi Gaillard pour son aide. Mais la réalisatrice de l'émission lui a interdit de le faire en plateau, arguant d'une obligation issue de France Télévisions. À la suite de la réaction de l'humoriste sur Twitter : « Est-ce que je dois continuer de payer la redevance télé et financer ma propre censure ? », l'émission a décidé de démentir publiquement plutôt que d'expliquer cette pratique pourtant formulée de manière explicite dans un enregistrement téléphonique.

### Accusé de banaliser la violence sexuelle
En février 2014, Rémi Gaillard publie la vidéo Free Sex, dans laquelle il est filmé en train de mimer des actes sexuels sur des personnes, en utilisant la technique de la perspective forcée. Sa vidéo est alors accusée de propager la culture du viol et d'encourager les agressions sexuelles. Dans l’émission Le Grand 8, diffusée sur D8, Audrey Pulvar qualifiera notamment Rémi Gaillard de « sombre connard ». L'intéressé a répondu à ces accusations en assurant que toutes les personnes filmées sur lesquelles il a mimé ces actes ont donné, postérieurement au tournage, leur accord pour la diffusion des images. Il ajoute cependant qu'il « peu[t] admettre que ça ne fasse pas rire tout le monde » et que la polémique « va trop loin ». Il répond également à Audrey Pulvar sur ses réseaux sociaux : « Cette dame a un avis sur tout, mais n'est spécialiste de rien ».
En juin 2015, Rémi Gaillard publie la vidéo Dog, dans laquelle il se déguise en chien pour défendre la cause animale. Une séquence de cette vidéo, dans laquelle on voit Rémi en train de simuler une levrette sur une vacancière (cette fois-ci avec contact physique), ouvre à nouveau la polémique. De nombreuses réactions outrées ont été publiées sur Internet, dont celle de la secrétaire d'État chargée des droits des femmes, Pascale Boistard, qui estime que Dog « [banalise] une agression sexiste ». Interrogé en direct sur France 5, Rémi Gaillard critique les lunettes d'Audrey Pulvar en écaille de tortue et propose « de l'abandonner sur une aire d'autoroute pour qu'elle comprenne la souffrance animale ».

## Réalisateur et producteur
En 2022, il produit et réalise d'autres artistes que lui-même. Selon la RTBF, il signe un « clip hallucinant », le MASHUP 80s de LEJ.
Le clip nous emmène à bord de la Delorean de Retour Vers Le Futur, à travers des décors iconiques des années 1980 comme celui du clip de I Want to Break Free de Queen.

## Partenariats
En 2007, Rémi Gaillard tourne plusieurs vidéos pour Orangina[réf. nécessaire].
En 2008, Rémi Gaillard s'associe au distributeur de pneumatiques Euromaster pour une nouvelle campagne. Il réalise également des vidéos pour la marque Nobacter.
En 2009, il réalise une série de vidéos sponsorisées par le site Web de pari en ligne Bwin. La même année, pour la marque Loctite il se colle à l'envers déguisé en chauve-souris, grâce à une nouvelle sorte de colle « Super Glu », très résistante.
En 2010, une vidéo de football dont il a le secret est sponsorisée par LG à l'occasion de la Coupe du monde.
En 2016, Rémi Gaillard offre un chèque de 10 000 € à la SPA de Montpellier.

## Engagement politique
En 2011, Rémi Gaillard soutient Raoni Metuktire dans sa lutte contre le projet de barrage de Belo Monte,.
En 2011 et 2015, il est le parrain du Téléthon dans sa ville au Crès. Le Crès est parmi les villes les plus actives et les plus généreuses : chaque habitant donne en moyenne 8,67 euros, contre 1,40 euro au niveau national[réf. nécessaire].
En 2021, il fait la manche devant la mairie de Montpellier pour payer les 645 euros d'amende d'un SDF verbalisé à sept reprises pour non-port du masque.

### Défenseur des droits des animaux
Depuis 2015, Rémi Gaillard se pose en défenseur des animaux. En juin, il dénonce l’abandon des animaux dans une vidéo où il se grime en chien. Quatre mois plus tard, il fustige les parcs marins dans une vidéo où il se rend au Marineland d'Antibes, déguisé en orque.
En janvier 2016, il publie Animal Planet, vidéo tournée au refuge de la SPA de Villeneuve-lès-Maguelone, près de Montpellier, qui renverse la réalité : les humains se retrouvent derrière les barreaux, et les animaux en liberté. « C’est quand même emmerdant pour les animaux de cohabiter avec 7 milliards de cons ».
Quelques mois plus tard, en août 2016, Rémi Gaillard et sa bande partent en « safari » pour chasser les hommes dans un nouveau spot qui fustige les chasseurs prêts à payer des milliers d'euros pour traquer et tuer des animaux en toute impunité.
En juin 2016, il commente, pour l'association de défense des droits des animaux L214, une vidéo filmée en caméra cachée dénonçant la maltraitance animale dans les abattoirs de Pézenas, dans l’Hérault, et du Mercantour, à Puget-Théniers, dans les Alpes-Maritimes, il invite en conclusion de la vidéo les spectateurs à réduire, comme lui, leur consommation de viande, ou à se tourner vers le végétarisme ou le végétalisme, indiquant espérer y arriver lui-même un jour.

Rémi Gaillard s'enferme dans un box à la SPA, 2016.

En novembre 2016, il se fait enfermer dans une cage à la « SPA de Montpellier » (non affiliée à la Société protectrice des animaux) dans le but de récolter de l'argent pour l'association et faire adopter les animaux tout en sensibilisant à la cause animale, et est diffusé en direct sur Facebook. Plusieurs personnalités lui affichent leur soutien, comme Nicole Ferroni. Entre le 12 et 13 novembre au soir, la cagnotte dépasse les 150 000 euros pour le soutien des animaux et les adoptions explosent avec l'aide de Louis Nicollin (président du Montpellier HSC). Il est soutenu par les joueurs de football Geoffrey Jourdren, Laurent Pionnier, Hatem Ben Arfa, par les chanteurs Soprano, Christophe Maé, LEJ, Shaka Ponk et Black M, les comédiens Jérôme Commandeur et Jarry, les actrices Brigitte Bardot et Pamela Anderson, et aussi la personnalité du monde des affaires Sylvie Tellier, qui ont apporté leur soutien à Rémi dans une vidéo postée sur la page Facebook de Rémi Gaillard. Le lundi 14 novembre, il est annoncé que l'association a récolté plus de 160 000 euros. Le 15 novembre entre 2 heures et 3 heures du matin l'humoriste sort de sa cage avant de partir seul dans la nuit au milieu des aboiements de chiens. Rémi accroche une photo de son chien Tilay, mort en 2012, puis un petit mot écrit au feutre « pour toi », après avoir dépassé les 86 heures d'enfermement. Plus de 200 000 euros sont récoltés et une centaine d'animaux adoptés pour la SPA de Montpellier. D'après le journal Midi libre il déclare : « J'ai la conscience tranquille, j'ai triplé le jackpot ! J'étais épuisé mais j'ai bien fait de rester. » Lors de sa dernière vidéo filmée en direct, les intervenants rappelent que le combat pour l'adoption « devait continuer ». « Des chiens sont en cage depuis plus de mille jours. On ne se rend pas compte de leur souffrance » Au total, en onze jours, depuis l'annonce de l'opération, 150 animaux ont quitté le refuge. Annie Benezech, la directrice du refuge, s'exprime : « C'est du jamais vu. Il y aura un avant et un après Rémi Gaillard. Pour moi, c'est un mouvement durable. Cet homme a éveillé les consciences ». Bravoloto, sponsor officiel de l'opération, a surfé sur le succès de Rémi Gaillard[réf. nécessaire]. La cagnotte Leetchi a récolté environ 200 000 € pour la SPA de Montpellier.
En janvier 2017, une polémique naît sur l'utilisation des quelque 200 000 euros de dons recueillis : Rémi Gaillard veut les utiliser pour créer un espace où les chiens pourraient évoluer en liberté sur un terrain voisin, mais la SPA de Montpellier dit qu'elle n'a pas été consultée et est réticente ; de son côté la direction nationale de la Société protectrice des animaux déclare être étrangère à ce différend car la SPA de Montpellier utilise le nom SPA bien qu'elle ne soit pas affiliée à son réseau de refuges.
En novembre 2017, Rémi Gaillard imagine le premier festival pour la protection des animaux,. Tous les bénéfices, reversés à l'association Anymal qu'il vient de créer, ont pour but de construire des espaces de liberté afin notamment d'en finir avec l'isolement des chiens en box. Le festival rapporte plus de 60 000 euros.[réf. nécessaire]
Le 17 novembre 2018, il réitère l'expérience. La troisième édition a lieu en décembre 2019.
En 2017, Rémi Gaillard appelle également au boycott des cirques avec animaux en vidéo. L'humoriste, associé à PETA, dénonce les maltraitances infligées aux animaux : « Si le public connaissait la vérité sur la violence et la souffrance qui ont lieu en coulisses, il trouverait ces spectacles tout sauf divertissants ».

Bardot et Gaillard, 2018.

En mai 2018, il apparaît aux côtés de Brigitte Bardot dans une vidéo mise en ligne sur les réseaux sociaux pour dénoncer la violence subie par les animaux d'élevage et soutenir la mise en place de caméras de vidéosurveillance dans les abattoirs.
En juillet 2018, déguisé en chien, il s'enferme plusieurs minutes dans une voiture garée sous le soleil, afin de sensibiliser les propriétaires canins.
En août 2018, après un « coup de gueule » sur Twitter, où il interpelle successivement Jean-Jacques Annaud, réalisateur du film L'Ours, et le maire de Dunkerque, Rémi Gaillard obtient le transfert de deux ours du zoo de Fort-Mardyck dans un zoo de province dans les Deux-Sèvres.
En octobre 2018, il propose au collectif Abolissons la vénerie aujourd'hui (d) les services de son avocat, et en février 2019, il interpelle Emmanuel Macron en dénonçant les menaces dont ces militants anti-chasse à courre font l'objet de la part de chasseurs.

### Candidature aux élections municipales de Montpellier

Affiche Yes We Clown, Rémi Gaillard, 2020

Le 16 décembre 2019, il annonce sa candidature aux élections municipales de 2020 à Montpellier. Selon un sondage Harris Interactive, Rémi Gaillard, dont la popularité est testée pour la première fois début février, rassemble 5 % des intentions de vote, puis jusque 9 % fin février.
Lors du premier tour des élections municipales, avec comme slogan « Yes We Clown », il obtient 4 971 votes, soit 9,58 % du total des votes,. À l'exception du Parti Socialiste il devance toutes les listes soutenues par les grands partis de l'échiquier politique, notamment LFI, LR et LREM.
Pendant l'entre-deux-tours, il initie le mouvement « Nous Sommes n'importe qui, nous avons l'écologie en commun » avec Alenka Doulain et Clothilde Ollier. Après des négociations ratées avec le candidat du Parti Socialiste, une alliance est formée avec la liste sans étiquette menée par l'industriel milliardaire Mohed Altrad (13 %). Rémi Gaillard n'est cependant pas présent sur la liste commune.

## Passions

### Football
Rémi Gaillard est supporter de l'équipe de football montpelliéraine, le MHSC. Dans nombre de ses créations, il arbore le maillot bleu et orange du club héraultais, imposant même de porter cette tunique plutôt qu'une autre lors du clip promotionnel qu'il tourne pour Nike. En outre, il est ami avec plusieurs joueurs montpelliérains et parvient même à faire porter un tee-shirt « C'est en faisant n'importe quoi qu'on devient n'importe qui » à Olivier Giroud, ce dernier le dévoilant en célébrant un but, lors de la saison de Ligue 1 2011/12, alors que le MHSC joue le titre de champion de France.

### Bouvine
Rémi Gaillard apprécie l'univers de la bouvine. C'est régulièrement qu'il se rend dans les arènes de sa région, en territoire camarguais, pour assister à divers événements autour de ce sport languedocien. Il réalise même une vidéo sur la course camarguaise en 2010 (Urban raset), réalisant plusieurs millions de vues. Il reste cependant opposé à la corrida, qu'il considère comme de la « torture ».

## Filmographie
Sauf indication contraire, les informations mentionnées dans cette section peuvent être confirmées par les bases de données cinématographiques IMDb et Allociné,  présentes dans la section « Liens externes ».
- 2004 : Par l'odeur alléché... de Jean Mach : N'importe qui
- 2014 : N'importe qui de Raphaël Frydman[78] : lui-même (avec des vidéos inédites)

## Distinctions
| Cérémonie         | Année | Récompense              | Résultat |
| PETA animaux      | 2016  | Personnalité de l'année | 1        |
| ----------------- | ----- | ----------------------- | -------- |
| Web Comedy Awards | 2014  | Prix d'honneur          | Lauréat  |